# HD 145964
HD 145964，又名BD-20 4444，SAO 184253、HR 6051，是一颗恒星，视星等为6.41，位于銀經353.72，銀緯21.16，其B1900.0坐标为赤經16h 8m 36s，赤緯-20° 21.16′ 11″。